# Sue Campbell
Susan Catherine Campbell, baronne Campbell de Loughborough (née le 10 octobre 1948) est une administratrice sportive britannique qui est présidente de UK Sport entre 2003 et 2013.

## Carrière éducative
Campbell fait ses études à la Long Eaton Grammar School et au Bedford College of Physical Education, puis à l'Université de Leicester où elle obtient une maîtrise en éducation. Elle travaille comme professeur d'éducation physique à la Whalley Range High School de Manchester pendant deux ans au début des années 1970, avant de devenir directrice adjointe de l'éducation physique à l'Université de Leicester en 1972. Elle est chargée de cours au Département d'éducation physique et des sciences du sport de l'Université de Loughborough à partir de 1976. Elle reçoit plusieurs diplômes universitaires honorifiques.
En 1980, Campbell est nommée responsable régional des East Midlands par le Conseil des sports de Grande-Bretagne. Elle est directrice générale adjointe de la National Coaching Foundation pendant un an en 1984, avant d'en devenir directrice générale pendant une décennie, de 1985 à 1995. Elle est nommée membre de l'Ordre de l'Empire britannique en 1991. Elle est directrice générale du Youth Sport Trust en 1995, après avoir joué un rôle clé dans sa création. Elle est conseillère auprès du ministère de la culture, des médias et des sports et du ministère de l'éducation et des compétences de 2000 à 2003.
En 2003, Campbell est nommée présidente de UK Sport, le nouveau nom du Conseil des sports de Grande-Bretagne, et nommée Commandeur de l'Ordre de l'Empire britannique (CBE) la même année. Elle occupe ce poste pendant deux mandats jusqu'en avril 2013, avec pendant son mandat, les jeux olympiques de Londres en 2012. Campbell conserve son poste de direction au Youth Sport Trust jusqu'en 2005, date à laquelle elle en est devenue la présidente honoraire jusqu'en décembre 2017.
Le 10 novembre 2008, sur recommandation de la commission des nominations de la Chambre des lords, elle est créée baronne Campbell de Loughborough, de Loughborough dans le comté de Leicestershire, siégeant sur comme crossbencher à la Chambre des lords. Elle choisit de faire son premier discours sur le thème des Jeux Olympiques et Paralympiques de Londres 2012.
Campbell est nommée responsable du football féminin auprès de la Football Association en mars 2016 et devient directrice du football féminin en janvier 2018. Elle est nommée Dame Commandeur de l'Ordre de l'Empire britannique (DBE) dans les honneurs du Nouvel An 2020 pour les services rendus au sport.